# Folke A. Nettelblad
Folke A. Nettelblad, född 12 maj 1958, är en svensk skribent, läroboksförfattare och översättare med bakgrund inom medicin, kemi och molekylärbiologi.

## Verksamhet
Nettelblad skriver och översätter, tillsammans med hustrun Karin Nettelblad, populärvetenskap, läroböcker och pressinformation.
Utöver böckerna har Nettelblad skrivit radioföredrag för P1-programmet Värt att veta, artiklar för de populärvetenskapliga tidskrifterna Forskning & Framsteg, Fakta och Illustrerad Vetenskap, vetenskapsmaterial för dagspressen, populär forskningsinformation för Uppsala universitet och artiklar i Nationalencyklopedin. Under 13 år medverkade han i Upsala Nya Tidning med dagliga historiska notiser om jubileer och minnesdagar. Delar av detta material publicerades i bland annat Göteborgsposten, Nerikes Allehanda och Helsingborgs Dagblad.

### Översättningar (urval)
(Alla tillsammans med Karin Nettelblad)
- Benjamin H. Natelson: Trötthet: fakta och funderingar (tillsammans med Birgitta Evengård) (Studentlitteratur, 2002)
- Ian R. McWhinney: Familjemedicin (Studentlitteratur, 2004)
- Margaret Carruthers: Land, hav och luft (Almqvist & Wiksell, 2005)
- Jacqueline Mitton: Stjärnor och planeter (Almqvist & Wiksell, 2005)
- David Bradley och Ian Crofton: Atomer och molekyler (Almqvist & Wiksell, 2005)
- Chris Woodford: Vetenskapens historia: Gravitation (Almqvist & Wiksell, 2005)
- Jen Green: Vetenskapens historia: Medicin (Almqvist & Wiksell, 2005)
- Chris Woodford och Martin Clowes: Vetenskapens historia: Materia (Almqvist & Wiksell, 2005)
- Mads Werner: Smärtbehandling: Farmakologiska aspekter (Remedica, 2007)